# فسفرتابی
فسفرتابی یا فُسفُرسانس (به انگلیسی: Phosphorescence) از جمله خواص فیزیکی برخی مواد شیمیایی از قبیل فسفر، باریم سولفید و کلسیم سولفید است. این مواد نور با طول موج معینی را جذب کرده، و آن را به صورت تابش با طول موج بلندتر نشر می‌دهد. تابش این نور با قطع شدن منبع نور ادامه می‌یابد. نمونه اش در ساعت‌ها و برخی وسایل شب‌نما وجود دارد. هم‌چنین طول موج بازگشتی از پدیدهٔ فسفرسانس در مقایسه با طول موج بازگشتی از پدیدهٔ شب‌تابی (فلورسانس)، انرژی کمتر و در نتیجه طول موج بلندتری دارد.

## نگارخانه

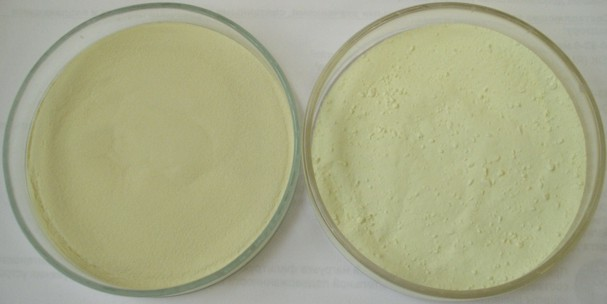
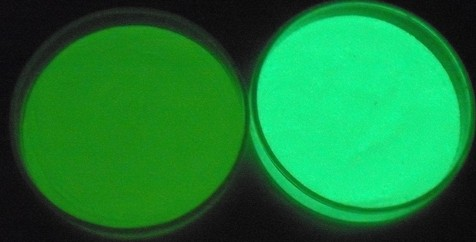
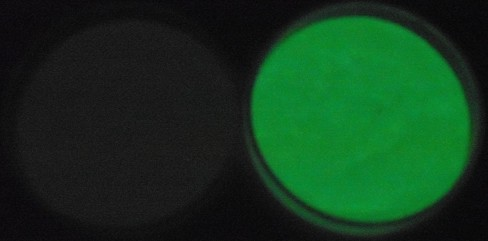